# 內夫斯凱 (盧甘斯克州)

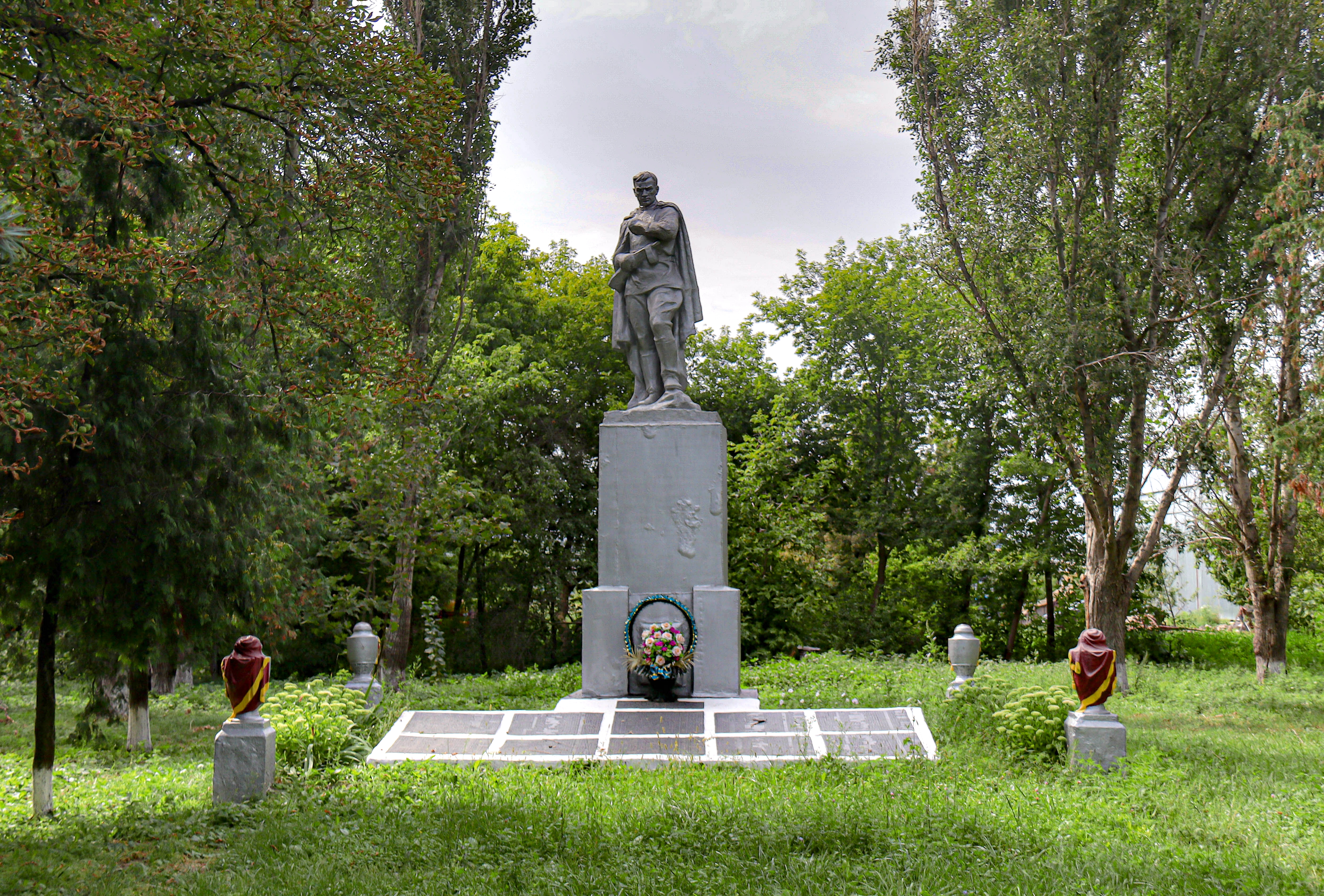
苏联烈士墓

49°10′1″N 37°58′30″E / 49.16694°N 37.97500°E
巴尔卡茹拉夫卡（羅馬化：Balka Zhuravka），2024年9月前为內夫斯凱（羅馬化：Nevske），是位於烏克蘭東部的村莊，由盧甘斯克州斯瓦托韋區的克拉斯諾里琴斯凱市鎮負責管轄。該村始建於1720年，面積2.85平方公里，海拔高度75米，2022年人口153。
2024年9月19日，乌克兰最高拉达将此村名字改为巴尔卡茹拉夫卡。2024年10月26日，俄羅斯軍隊控制此村。